# 山崎健二
山崎 健二（やまざき けんじ）は、日本の医学者、医師。専門は心臓血管外科。次世代型人工心臓の研究開発者。

## 略歴
長野県諏訪市出身。1979年長野県諏訪清陵高等学校卒業。1985年北海道大学医学部卒業。東京女子医科大学日本心臓血圧研究所入局。1986年榊原記念病院心臓血管外科出向。福山循環器病院出向。1992年聖路加国際病院心臓血管外科出向。1993年ピッツバーグ大学医学部外科研究員。1997年同大学准教授。2007年東京女子医科大学心臓血管外科准教授。2008年同大学大学院医学研究科心臓血管外科循環制御学分野教授。早稲田大学生命医療工学研究所客員教授を兼任。2009年東京女子医科大学心臓血管外科主任教授。成人心臓血管外科、補助人工心臓、心臓移植等を中心に手術を担当。また、臨床と平行して補助人工心臓を研究開発し、植込型補助人工心臓EVAHEARTの考案・実用化・臨床応用を行う。2017年北海道循環器病院先進医療研究所所長、同病院院長。東京女子医科大学心臓血管外科客員教授。旭川医科大学客員教授。

## 受賞歴
- 1993年 第4回世界人工心臓シンポジウム 吉岡記念賞
- 1993年 第35回日本人工臓器学会 Young Investigator's Award
- 1996年 第6回世界人工心臓シンポジウム 小柳賞
- 2000年 第28回人工心臓と補助循環懇話会 研究奨励賞
- 2005年 第13回国際ロータリーポンプ学会 最優秀賞ICMT Award
- 2005年 第43回日本人工臓器学会 技術賞
- 2006年 第2回日本学術振興会賞
- 2006年 第1回信州イノベーション大賞
- 2007年 第45回日本人工臓器学会・第2回国際人工臓器学術大会 合同大会 Burl Osborne Award 最優秀演題賞
- 2008年 日本胸部外科学会 優秀論文賞
- 2012年 内閣総理大臣賞